# Bataille d'Elbe
Première guerre anglo-néerlandaise
Batailles
- Douvres
- Plymouth
- Elbe
- Kentish Knock
- Dungeness
- Portland
- Livourne
- Gabbard
- Schéveningue

La bataille d'Elbe ou bataille de Monte-Christo a lieu le 6 septembre 1652 entre les îles d'Elbe et de Monte-Christo, entre la flotte néerlandaise commandée par l'amiral Johan van Galen et la flotte anglaise commandée par Richard Badiley (en) qui tentait de rejoindre à Livourne l'escadre de Henry Appleton (en). Les Néerlandais capturent le Phoenix qui sera repris 6 mois plus tard à la bataille de Livourne, le 14 mars 1653.

## Sources
- (en) Cet article est partiellement ou en totalité issu de l’article de Wikipédia en anglais intitulé « Battle of Elba » (voir la liste des auteurs).